# أليخاندرو فيغيروا
أليخاندرو فيغيروا (بالإسبانية: Alejandro Figueroa)‏ (1978 بكولومبيا - ) هو لاعب كرة قدم كولومبي في مركز حراسة المرمى.

## وصلات خارجية
- أليخاندرو فيغيروا على موقع قاعدة بيانات كرة القدم.إي يو (الإنجليزية)